# Dziesiątka (bilard)

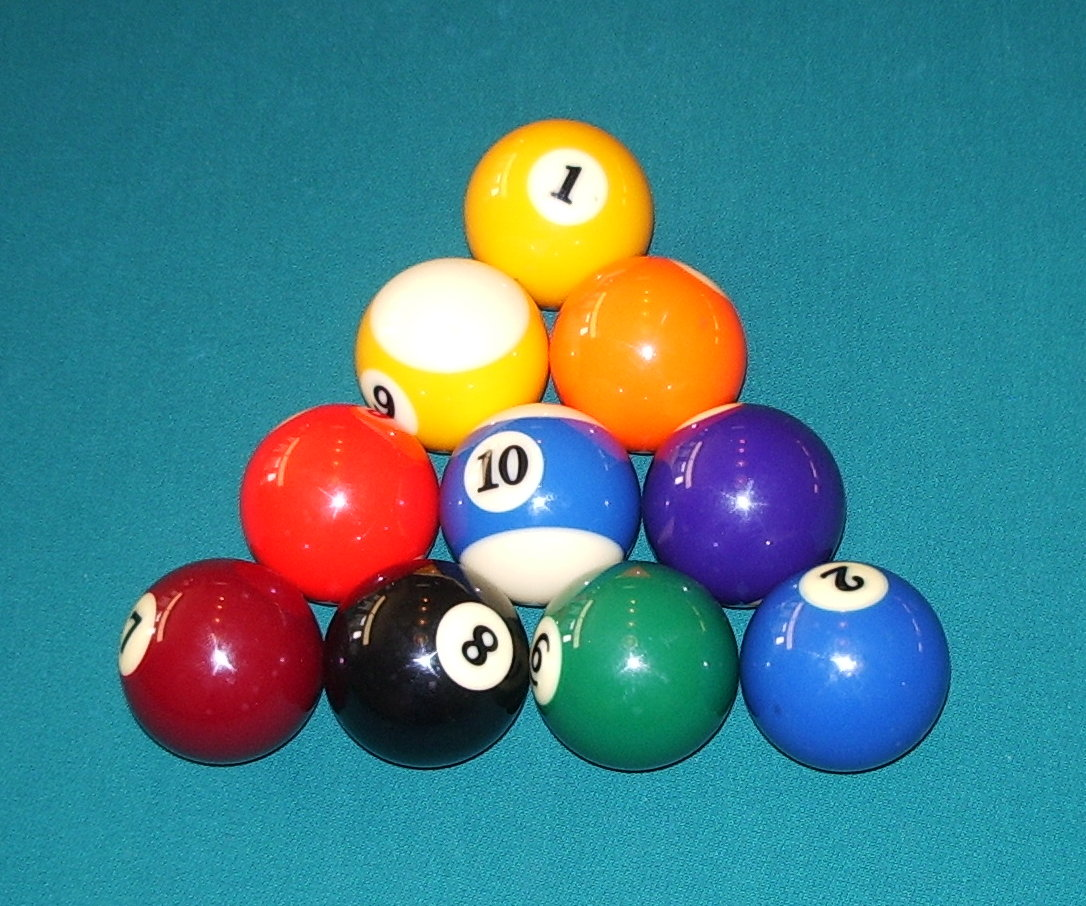
Jedno z dopuszczalnych ustawień bil w trójkącie do gry w dziesiątkę.

Dziesiątka (ang. ten-ball) – odmiana bilardu amerykańskiego przeznaczona dla 2–3 graczy, zbliżona do dziewiątki, lecz o bardziej restrykcyjnych zasadach gry.

## Cel gry
Prawidłowe wbicie bili nr 10 do zadeklarowanej łuzy.

## Przebieg gry

### Ustawienie początkowe
Ponumerowane od 1 do 10 kolorowe bile ustawiane są w trójkącie, którego podstawa znajduje się równolegle do krótkiego boku stołu, podobnie jak w ósemce. Bila nr 1 musi znajdować się w wierzchołku położonym najbliżej rozbijającego, umieszczonym w punkcie głównym stołu, natomiast bila nr 10 w środku trójkąta.
Bilę białą dostaje gracz rozbijający do ustawienia w polu bazy.

### Rozbicie
Mecz rozpoczyna się walką o pierwsze rozbicie (lag). Obaj zawodnicy umieszczają bilę w swojej połowie pola bazy, po czym uderzają je jednocześnie wzdłuż dłuższej bandy, tak by odbiły się od górnej bandy stołu i zatrzymały się przy dolnej bandzie, przy której stoją. Prawo do rozbicia wygrywa ten, którego bila zatrzyma się bliżej dolnej bandy. Niedopuszczalny jest kontakt bili z długimi bandami, wbicie bili, a także przekroczenie przez bilę osi stołu i jej wkroczenie na połowę należącą do przeciwnika. Następne rozbicia wykonywane są naprzemiennie.
Przy rozbiciu muszą zostać spełnione następujące warunki:
- biała bila musi uderzyć jako pierwszą bilę nr 1,
- co najmniej jedna kolorowa bila musi wpaść do łuzy lub co najmniej cztery kolorowe bile muszą dotknąć bandy.

Jeżeli nie zostaną one spełnione, rozbicie uznawane jest za faul.
W przeciwieństwie do gry w dziewiątkę, wbicie bili nr 10 przy rozbiciu nie skutkuje natychmiastową wygraną. Bila nr 10 wraca na stół w punkcie głównym, a rozbijający może kontynuować rozgrywkę.
W grach turniejowych może być wymagane, by określona liczba bil przekroczyła po rozbiciu linię bazy, zmuszając gracza do silnego rozbicia.

### Push out
Podobnie jak w grze w dziewiątkę, w pierwszym podejściu po prawidłowym rozbiciu zawodnikowi znajdującemu się aktualnie przy stole przysługuje zagranie specjalne, tzw. push out. W zagraniu tym gracz nie ma obowiązku zaliczenia kontaktu z żadną bilą ani doprowadzenia bili do bandy. Gracz kończy swoje podejście do stołu niezależnie od tego, czy podczas push out została jakakolwiek wbita bila, czy nie, a wszystkie wbite bile wracają na stół. Push out musi zostać wcześniej wyraźnie zadeklarowany sędziemu i/lub przeciwnikowi. Następny zawodnik decyduje, czy kontynuuje grę z sytuacji zastanej na stole, czy nakazuje dalszą grę przeciwnikowi. Zagranie to wykonuje się najczęściej, gdy po rozbiciu nie ma możliwości łatwego uderzenia bili o najniższym numerze, przy czym gracz wykonujący push out dąży do takiego ustawienia bil na stole, by znaleźć się w sytuacji, którą uważa dla siebie za korzystniejszą, jednak bez zostawiania łatwego zagrania przeciwnikowi, licząc że ten odda mu swoją kolejkę.

### Wbijanie bil
Jako pierwsza musi być uderzona bila o najniższym numerze. Zarówno wbijana bila, jak i łuza muszą być zadeklarowane przed uderzeniem. Gracz może także zadeklarować bezpieczne zagranie (safety), podczas którego nie nominuje do wbicia żadnej bili, a jego celem jest utrudnienie następnego zagrania przeciwnikowi, np. poprzez schowanie białej bili przed bilą o najniższym numerze za bilami o wyższych numerach.
Bile kolorowe mogą być wbijane do łuz w dowolnej kolejności – kombinacje, tzn. wbijanie innej bili, niż ta o najniższym numerze, są dopuszczalne, ale muszą zostać wcześniej zadeklarowane.
Zawodnik może pozostać przy stole tak długo, aż nie uda mu się prawidłowo wbić żadnej bili, spowoduje faul lub zakończy partię. Zawodnik, który prawidłowo wbije bilę nr 10, podczas gdy przed zagraniem była ona jedyną pozostałą na stole bilą obiektową, wygrywa partię.
Wbicie bili nr 10 do niezadeklarowanej łuzy lub faul podczas wbicia bili nr 10 nie powoduje zakończenia partii – bila nr 10 wraca na stół w punkcie głównym, a prawo do następnego zagrania otrzymuje przeciwnik.

### Faule
Możliwe faule w dziesiątce:
- nieprawidłowe rozbicie,
- nie została uderzona żadna bila kolorowa,
- bila kolorowa uderzona jako pierwsza nie jest bilą o najniższym numerze,
- bila kolorowa nie została wbita do łuzy, a po zderzeniu bili białej i kolorowej żadna z bil nie dotknęła bandy,
- bila biała została wbita do łuzy,
- bila biała lub kolorowa została wybita poza stół,
- gracz uderzył przy pomocy kija inną bilę, niż biała,
- gracz uderzył białą bilę przy pomocy innej części kija, niż jego czubek (niedopuszczalne jest wykonanie skoku przez wsunięcie kija pod białą bilę),
- gracz dotknął bili przedmiotem innym niż kij albo jakąkolwiek częścią ciała lub odzieży (z wyjątkiem białej bili w sytuacji, gdy jest ona „w ręce”),
- podczas uderzenia obie stopy gracza znajdowały się nad podłogą.

W następstwie faulu następuje zmiana zawodnika przy stole. Zawodnik wchodzący do gry rozpoczyna zagranie z białą bilą „w ręce”, tj. może ją umieścić w dowolnym miejscu stołu.
Kolorowe bile, z wyjątkiem bili nr 10, wbite przy faulu, wbite nieprawidłowo (bila niezadeklarowana albo do niezadeklarowanej łuzy) lub wybite poza stół nie wracają do gry. Bila numer 10 umieszczana jest w punkcie głównym stołu.
Jeżeli w obrębie jednej partii gracz popełni trzy faule z rzędu, nie wykonując pomiędzy nimi prawidłowego uderzenia, przegrywa on tę partię (tzw. zasada trzech fauli). Po drugim faulu sędzia powinien udzielić mu ostrzeżenia.